# Dorothy Dandridge
Dorothy Jean Dandridge (Cleveland, 9 november 1922 – West Hollywood, 8 september 1965) was een Amerikaans actrice en zangeres. Dandridge was de eerste Afro-Amerikaanse die genomineerd werd voor een Oscar voor Beste Actrice.

## Carrière

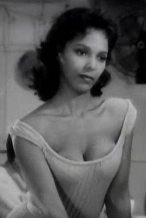
Dandridge in 1958 in The Decks Ran Red

Dandridge begon jong met zingen en acteren in de baptistengemeenschap van Ohio. Onder de naam "The Wonder Children", opgericht door haar alleenstaande moeder Ruby Dandridge, toerde ze samen met haar zus Vivian voor enkele jaren door de Zuidelijke Verenigde Staten. Nadat de Grote Depressie zijn intrede deed, verhuisde de familie naar Hollywood, waar "The Wonder Children" werd herdoopt tot "The Dandridge Sisters". In Californië kregen de zusters in 1935 een cameo in de film The Big Broadcast of 1936. Volgende filmrollen, onder meer in de korte film Our Gang en A Day at the Races van de Marx Brothers, leidden ertoe dat de twee werden geboekt voor het prestigieuze Cotton Club in New York.
Dandridge ambieerde een solocarrière en kreeg in 1940 een rol in de film Four Shall Die. Ze kreeg voornamelijk stereotiepe Afro-Amerikaanse rollen als dienstmeisje aangeboden, maar had meer succes als nachtclubzangeres. Ze was de eerste zwarte vrouw die optrad in het Waldorf-Astoria Hotel en speelde regelmatig in soundies, een voorloper van de videoclip.
In 1954 ontving Dandridge voor haar rol in de musical Carmen Jones van de regisseur Otto Preminger een Oscarnominatie voor Beste Actrice. Na Hattie McDaniel en Ethel Waters was Dandridge de derde Afro-Amerikaan die een Oscarnominatie kreeg, wel de eerste voor Beste Actrice. Toen ze in 1955 op de cover van Life Magazine prijkte, leek ze voorbestemd om de eerste niet-blanke filmster te worden. Toch kreeg ze maar weinig rollen aangeboden. Ze werd in 1960 voor haar rol in de film Porgy and Bess genomineerd voor een Golden Globe in de categorie Beste Actrice in een Komedie of Musical.

## Persoonlijk leven
Dandridge huwde danser en entertainer Harold Nicholas op 6 september 1942, met wie ze een kind kreeg, Harolyn Suzanne Nicholas. Harolyn was zwakzinnig als gevolg van zuurstofgebrek tijdens de bevalling doordat ze te laat het ziekenhuis bereikte. Het huwelijk liep stuk in 1951. Ze hertrouwde op 22 juni 1959 met restauranteigenaar Jack Denison. Denison mishandelde haar en het huwelijk eindigde in een scheiding twee jaar later. In 1963 leidde een mislukte investering in de zaak van haar echtgenoot Dandridge tot een persoonlijk faillissement. Als gevolg daarvan plaatste ze haar kind in een psychiatrisch ziekenhuis en verkocht ze haar huis in Hollywood. Nadien zakte ze weg in een depressie en zocht ze haar toevlucht in de alcohol.
Met behulp van haar manager Earl Mills probeerde ze haar carrière als nachtclubzangeres te hervatten, maar op 8 september 1965 werd Dandridge dood aangetroffen in haar badkamer. Over de ware doodsoorzaak zijn de meningen verdeeld. Volgens sommige pathologen stierf ze aan een onopzettelijke overdosis antidepressiva
terwijl anderen het houden op een long- en hersenembolie ten gevolge van een vijf dagen eerder opgelopen voetbreuk.
Haar leven staat centraal in de televisiefilm Introducing Dorothy Dandridge (1999), waarvoor Halle Berry als Dandridge een Emmy, een Golden Globe, en een Screen Actors Guild Award won.

## Filmografie

### titelrollen
- Tarzan's Peril (1951)
- The Harlem Globetrotters (1951)
- Bright Road (1953)
- Carmen Jones (1954)
- Island in the Sun (1957)
- Tamango (1958)
- The Decks Ran Red (1958)
- Porgy And Bess (1959)
- Malaga (1960)
- The Murder Men (1961)

- Bibsys: 1039574
- Biblioteca Nacional de España: XX1568258
- Bibliothèque nationale de France: cb13941074r (data)
- CiNii: DA1679553X
- Gemeinsame Normdatei: 12095270X
- International Standard Name Identifier: 0000 0001 1634 9491
- Library of Congress Control Number: n85201935
- MusicBrainz: fc74743d-ac8a-488a-b3ff-e17cb36b2520
- Nationale Bibliotheek van Tsjechië: mub2016913037
- Nationale bibliotheek van Australië: 40010728
- Nationale Bibliotheek van Israël: 987012501170805171
- Nationale Bibliotheek van Polen: a0000003010674
- Réseau des bibliothèques de Suisse occidentale: 02-A006019054
- SNAC: w6w10hqv
- Système universitaire de documentation: 088520773
- Trove: 974364
- Virtual International Authority File: 122323989
- WorldCat: E39PBJcKPjd4YD6hg7d698RMyd